# Лозице (Випава)
Лозице (словен. Lozice, итал. Losizze) су насељено место у општини Випава, Горишка регија, Словенија.

## Историја
До територијалне реорганизације у Словенији биле су у саставу старе општине Ајдовшчина.

## Становништво
У попису становништва из 2011. године, Лозице су имале 195 становника.
| Број становника према пописима | Број становника према пописима | Број становника према пописима |
| ------------------------------ | ------------------------------ | ------------------------------ |
| 1991                           | 2002                           | 2011                           |
| 218                            | 213                            | 195                            |

Напомена: Године 1988. увећан за део насеља Подгрич.